# Cheilotrichia
Cheilotrichia är ett släkte av tvåvingar som beskrevs av Rossi 1848. Cheilotrichia ingår i familjen småharkrankar.

## Bildgalleri

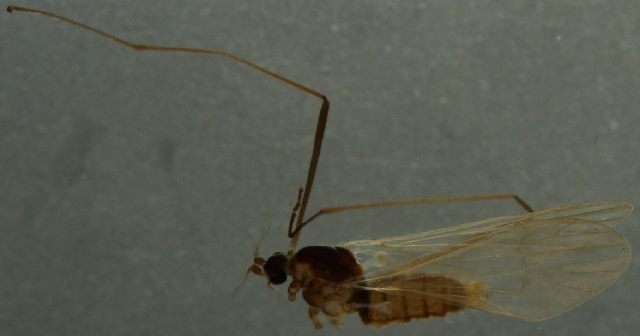

## Dottertaxa tillCheilotrichia, i alfabetisk ordning[1][2]
- Cheilotrichia abitaguai
- Cheilotrichia accomoda
- Cheilotrichia aemula
- Cheilotrichia affinis
- Cheilotrichia aklavikensis
- Cheilotrichia albidibasis
- Cheilotrichia alicia
- Cheilotrichia alpina
- Cheilotrichia alticola
- Cheilotrichia angustistigma
- Cheilotrichia apemon
- Cheilotrichia appressa
- Cheilotrichia areolata
- Cheilotrichia aroo
- Cheilotrichia austronymphica
- Cheilotrichia baluchistanica
- Cheilotrichia basalis
- Cheilotrichia boliviana
- Cheilotrichia bonaespei
- Cheilotrichia brachyclada
- Cheilotrichia brevifida
- Cheilotrichia brevior
- Cheilotrichia brincki
- Cheilotrichia brumalis
- Cheilotrichia caledonica
- Cheilotrichia cheloma
- Cheilotrichia cinerascens
- Cheilotrichia cinerea
- Cheilotrichia cinereipleura
- Cheilotrichia clarkeana
- Cheilotrichia clausa
- Cheilotrichia coangustata
- Cheilotrichia complicata
- Cheilotrichia crassicrus
- Cheilotrichia crassistyla
- Cheilotrichia curta
- Cheilotrichia deludens
- Cheilotrichia destituta
- Cheilotrichia dimelania
- Cheilotrichia divaricata
- Cheilotrichia exilistyla
- Cheilotrichia femoralis
- Cheilotrichia fully
- Cheilotrichia fuscoapicalis
- Cheilotrichia fuscocincta
- Cheilotrichia fuscohalterata
- Cheilotrichia fuscostigmata
- Cheilotrichia gloriola
- Cheilotrichia gloydae
- Cheilotrichia gracilis
- Cheilotrichia guttipennis
- Cheilotrichia hamiltoni
- Cheilotrichia imbuta
- Cheilotrichia instrenua
- Cheilotrichia japonica
- Cheilotrichia kolbei
- Cheilotrichia kuranda
- Cheilotrichia laetipennis
- Cheilotrichia liliputina
- Cheilotrichia longifurcata
- Cheilotrichia longisquama
- Cheilotrichia lunensis
- Cheilotrichia luteivena
- Cheilotrichia maneauensis
- Cheilotrichia mayanymphica
- Cheilotrichia melanostyla
- Cheilotrichia meridiana
- Cheilotrichia microdonta
- Cheilotrichia microtrichiata
- Cheilotrichia minima
- Cheilotrichia minuscula
- Cheilotrichia monosticta
- Cheilotrichia monstrosa
- Cheilotrichia neglecta
- Cheilotrichia nemorensis
- Cheilotrichia nigristyla
- Cheilotrichia nigroapicalis
- Cheilotrichia nigrolineata
- Cheilotrichia nigrostylata
- Cheilotrichia noctivagans
- Cheilotrichia nymphica
- Cheilotrichia ochricauda
- Cheilotrichia oresitropha
- Cheilotrichia palauensis
- Cheilotrichia paratytthos
- Cheilotrichia percupida
- Cheilotrichia perflavens
- Cheilotrichia perrata
- Cheilotrichia perscitula
- Cheilotrichia platymeson
- Cheilotrichia poiensis
- Cheilotrichia praelata
- Cheilotrichia pubescens
- Cheilotrichia rata
- Cheilotrichia schmidiana
- Cheilotrichia scitula
- Cheilotrichia simplicior
- Cheilotrichia staryi
- Cheilotrichia stigmatica
- Cheilotrichia stygia
- Cheilotrichia subborealis
- Cheilotrichia subnubila
- Cheilotrichia suffumata
- Cheilotrichia sulfureoclavata
- Cheilotrichia sutrina
- Cheilotrichia tanneri
- Cheilotrichia tarsalis
- Cheilotrichia telacantha
- Cheilotrichia tenuifurca
- Cheilotrichia toklat
- Cheilotrichia tridentata
- Cheilotrichia tristimonia
- Cheilotrichia tumidistyla
- Cheilotrichia tytthos
- Cheilotrichia umiat
- Cheilotrichia unidentata
- Cheilotrichia vagans
- Cheilotrichia vaillanti
- Cheilotrichia valai
- Cheilotrichia vasanta
- Cheilotrichia zimmermani